# Visage pâle (film, 1985)
Pour plus de détails, voir Fiche technique et Distribution.
Visage pâle est un film québécois réalisé par Claude Gagnon en 1985.

## Synopsis
Un serveur de brasserie décide de prendre des vacances en solitaire dans la forêt. Des hommes de la place, désœuvrés, tenteront d'abord de l'intimider et l'agresseront par la suite. Un indien viendra lui sauver la mise. Une confrontation ultérieure entre ces 5 protagonistes tournera mal. Affolés, le serveur et l'indien s'enfuieront afin de rejoindre la famille de ce dernier. Malheureusement, celui-ci se noie. Le serveur se retrouve seul chez la famille de son bienfaiteur pour annoncer la mauvaise nouvelle. Le père de l'indien demande à sa fille d'amener le serveur au camp de chasse familial le temps que les choses se calment au village. Décontenancé, celui-ci est réticent et montre son désaccord de toutes les façons possibles. Peu à peu, le fugitif s'ouvrira à ses émotions et à son environnement paisible pour définir son être profond. Finalement, il s'acceptera tel qu'il est et il acceptera également la situation dans laquelle il s'est embourbé. C'est un être humain plus intégré qui décidera de son avenir en toute conscience.

## Fiche technique
- Titre : Visage pâle
- Réalisation : Claude Gagnon
- Pays :  Canada
- Langue : français
- Durée : 103 min
- Date de sortie : Canada : 29 août 1985

## Distribution
- Luc Matte : Claude Hébert
- Allison Odjig : Marie, l'indienne
- Denis Lacroix : Peter, l'indien
- Gilbert Sicotte : Jacques, un bum
- Guy Thauvette : Richard, un bum
- Marcel Leboeuf : Robert, un bum
- Claude Desjardins : Fernand, le barman
- Louise Richer : Diane